# Verhoeffiella absoloni
Verhoeffiella absoloni is een springstaartensoort uit de familie van de Entomobryidae. De wetenschappelijke naam van de soort is voor het eerst geldig gepubliceerd in 1938 door Kseneman.